# As Melhores (álbum de Naiara Azevedo)
As Melhores é uma coletânea musical e terceiro álbum da cantora sertaneja Naiara Azevedo, lançado em 24 de março de 2016 pela MM Music. Esse álbum reune os 13 maiores sucesso da cantora (até o seu lançamento), incluindo seu primeiro single "Coitado". E também as canções inéditas "Ex do Seu Atual" e "Vou Te Trair".

## Faixas
| Lista de faixas |                                               |         |  |
| N.º             | Título                                        | Duração |  |
| 1.              | "Ex do Seu Atual"                             | 3:20    |  |
| 2.              | "Sinal Vermelho"                              | 3:02    |  |
| 3.              | "Vou Te Trair"                                | 3:04    |  |
| 4.              | "O Que Eu Mais Queria"                        | 3:07    |  |
| 5.              | "Pianinho Caladinho"                          | 3:27    |  |
| 6.              | "Mulher Não Trai (feat. Mr. Catra)"           | 2:35    |  |
| 7.              | "Chumbo Trocado Não Dói"                      | 2:42    |  |
| 8.              | "Gota d'Água (part. João Neto & Frederico)"   | 2:53    |  |
| 9.              | "Se Quer a Verdade"                           | 3:04    |  |
| 10.             | "Favorita"                                    | 3:11    |  |
| 11.             | "Vai ser de enlouquecer (Part. Thiago Brava)" | 3:06    |  |
| 12.             | "Nó na Garganta"                              | 2:58    |  |
| 13.             | "Coitado"                                     | 3:19    |  |
| Duração total:  | Duração total:                                | 36:28   |  |